# Eulobus
Eulobus  es un género de plantas con flores  perteneciente a la familia  Onagraceae. Comprende 4 especies descritas y  aceptadas.

## Taxonomía
El género fue descrito por Nutt. ex Torr. & A.Gray   y publicado en A Flora of North America: containing . . . 1(3): 514–515. 1840. La especie tipo es: Eulobus californicus Nutt.	
Etimología
Eulobus: nombre genérico que deriva de las palabras griegas eu = "bien o verdadero", y lobus = "lóbulos", en alusión a los lóbulos de la planta.

## Especies aceptadas
A continuación se brinda un listado de las especies del género Eulobus aceptadas hasta junio de 2013, ordenadas alfabéticamente. Para cada una se indica el nombre binomial seguido del autor, abreviado según las convenciones y usos.
- Eulobus angelorum (S.Watson) W.L.Wagner & Hoch
- Eulobus californicus Nutt.
- Eulobus crassifolius (Greene) W.L.Wagner & Hoch
- Eulobus sceptrostigma (Brandegee) W.L.Wagner & Hoch